# Solution azotée
Une solution azotée est un engrais azoté liquide contenant une ou plusieurs substances en solution de l'eau apportant de l'azote sous diverses formes. Les solutions azotées sont des engrais relativement concentrés, puisqu'elles peuvent doser jusqu'à 40 % d'azote. Elles sont principalement constituées de mélanges d'urée et de nitrate d'ammonium, et parfois de sulfate d'ammonium.  L'épandage des solutions azotées se fait au moyen de pulvérisateurs adaptés. Elles s'utilisent surtout au printemps sur les cultures au moment du démarrage de la végétation.